# Stockhausen – Musik für eine neue Welt
Stockhausen – Musik für eine neue Welt ist ein von Arte und ZDF koproduzierter Dokumentarfilm von Norbert Busè und Thomas von Steinaecker über den deutschen Komponisten und Klangkünstler Karlheinz Stockhausen. Der Film wurde am 10. August 2009 auf Arte erstausgestrahlt.

## Inhalt
Der Film erzählt die Lebensgeschichte des visionären Künstlers und Avantgardisten Karlheinz Stockhausen, von seinen prägenden Jugendjahren während des Zweiten Weltkriegs bis hin zu der Zeit seines Ruhms in den 1960er-Jahren, in der er es bis auf das Plattencover der Beatles-LP Sgt. Pepper’s Lonely Hearts Club Band schaffte.
Der Dokumentarfilm erzählt chronologisch zunächst von Stockhausens Kindheit, in der er in einfachsten, katholischen Verhältnissen aufwächst. Prägende Begegnungen und Ereignisse werden geschildert. Bei Kriegsende ist der 16-Jährige, der über das absolute Gehör verfügt, Vollwaise. Unter großen Entbehrungen studiert er an der Musikhochschule in Köln und später bei Olivier Messiaen in Paris.
Als Vorreiter der elektronischen Musik verursacht Stockhausens erstes Werk, Gesang der Jünglinge, das er 1955/56 im Studio für elektronische Musik des WDR realisierte, beinahe einen Skandal. Die Filmemacher zeigen auf, wie Stockhausen zum provokanten Enfant Terrible der Neuen Musik wurde. „Atombombenmusik“ lautet das Urteil der spießigen Nachkriegsgesellschaft der 50er-Jahre. Seine innovative Klangforschung bringt ihm jedoch nicht nur den Ruf des Gründervaters der Techno-Ära ein, er gilt auch in der akademischen Musikwelt als einer der bedeutendsten Komponisten seiner Zeit.
Sein Werk Gruppen für drei Orchester, das er zusammen mit seinen Freunden Bruno Maderna und Pierre Boulez wenige Jahre nach Gesang der Jünglinge aufführt, wird im Film in Ausschnitten eines Konzertes der Berliner Philharmoniker von 2008 unter Simon Rattle, Daniel Harding und Michael Boder im Hangar von Berlin-Tempelhof gezeigt.
Der Film dringt in die Philosophie Stockhausens ein und sucht nach dem Universellen in seiner Arbeit. Die Entdeckung der seriellen Musik und seine experimentelle Herangehensweise an die Klangerzeugung ließen Stockhausen nach der Vision eines neuen Menschen suchen, der den Klang als spirituelles Erlebnis unter kosmischen Gesetzmäßigkeiten erfährt.
In den 1960er-Jahren lernt Stockhausen die Fluxus-Künstlerin Mary Bauermeister kennen und zieht mit ihr und seiner Ehefrau Doris zusammen. Seine Komposition Momente spiegelt die Zeit dieser schwierigen Ménage à Trois und des Scheiterns seiner ersten Ehe wider.
Stockhausen erlangt bald den Status einer Kultfigur; Musiker wie Holger Czukay von „Can“ wollen bei ihm studieren. Doch Stockhausen fällt es immer schwerer, den hohen Anspruch an seine Kompositionen mit seinem ausschweifenden Privatleben zu vereinen; der Höhepunkt seiner Karriere, die Auftritte als Repräsentant der Bundesrepublik Deutschland auf der Weltausstellung in Osaka 1970 in einem eigens für ihn gebauten Kugelauditorium, fällt zusammen mit dem Scheitern seiner zweiten Ehe mit Mary Bauermeister.
Gleichsam erwächst in ihm zum Ende seines Schaffens, zu Beginn der 70er-Jahre eine große Skepsis gegenüber den Neuerungen der Technik und er zieht sich zurück, um sich der „intuitiven“ Musik zu widmen und an seinem letzten Opus, dem Opern-Zyklus Licht zu arbeiten. Der Dokumentarfilm beschreibt seine letzte kreative Reise ins Innere der menschlichen Seele: Die Musiker sollen nur das spielen, was sie in ihrem Inneren hören.
Die Filmemacher beschreiben Stockhausen in ihrem Porträt als Popstar, kreativen Abenteurer und musikalisches Genie. Im Film kommen u. a. Simon Rattle, Pierre Boulez, Holger Czukay, Mary Bauermeister, Johannes Fritsch, Doris Stockhausen, Simon Stockhausen und Josef Protschka, der damals den Gesang der Jünglinge sang, zu Wort. Außerdem ist ein Besuch im ehemaligen elektronischen Studio des WDR zu sehen.